# Vĩnh Yên, Bảo Yên
Vĩnh Yên là một xã thuộc huyện Bảo Yên, tỉnh Lào Cai, Việt Nam.

## Địa lý
Xã Vĩnh Yên có diện tích 62.56 km², dân số năm 1999 là 4.074 người, mật độ dân số đạt 65 người/km².

## Hành chính
Xã Vĩnh Yên được chia thành 17 thôn bản